# 수상한 가족 (영화)
《수상한 가족》(영어: The Joneses)은 2009년 공개된 미국의 코미디 드라마 영화이다. 데릭 보트의 감독 데뷔작이다. 데이비드 듀코브니, 더미 무어, 앰버 허드, 벤 홀링즈워스 등이 출연하였다. 2009년 9월 13일 제34회 토론토 국제 영화제에서 전 세계 최초로 상영되었으며, 미국에서 2010년 8월 10일부터 제한 상영되었다.

## 줄거리
부부 케이트와 스티브, 자녀 믹과 젠으로 구성된 존스 가족이 어느 날 상류층 교외 마을로 이사 온다.
사실 이들은 서로 남남인 게릴라 마케팅 판매원들로, 제품 간접 광고 의뢰를 받아 의도적으로 일상에서 사용하는 물건들의 구매력 증진을 위해 바람직한 가족의 외양을 가장한 것에 불과하다. 존스 가족은 빠르게 지역 사회에 녹아들어 유행을 선도하고, 인근 상점들이 이를 좇아 존스 가족이 쓰는 상품들을 배치하기 시작한다.
하지만 점점 연기와 실제 사이 경계가 희미해지고, 일부는 점차 양심에 가책을 느끼기 시작하는데...

## 출연
- 데이비드 듀코브니 - 스티브 존스 역
- 더미 무어 - 케이트 존스 역
- 앰버 허드 - 젠 존스 역
- 벤 홀링즈워스 - 믹 존스 역
- 게리 콜 - 래리 사이먼즈 역: 마을에서 스티브와 가장 친한 친구.
- 글렌 헤들리 - 서머 사이먼즈 역
- 로런 허턴 - KC 역: 존스 가족의 상사.
- 크리스틴 이밴절리스타 - 나오미 매드슨 역: 믹과 같은 학교 학생.
- 릭 라이츠  - 밥 존스 역
- 론 클린턴 스미스 - 경찰관 역
- 스티븐 반스 - 남자 역

## 기타 제작진
- 라인 제작: 톰 루스
- 배역: 팸 딕슨, 셰이 그리핀
- 미술: 크리스티 지애
- 세트: 프랭크 갤라인
- 의상: 러네이 얼릭 캘퍼스